# 筆盒

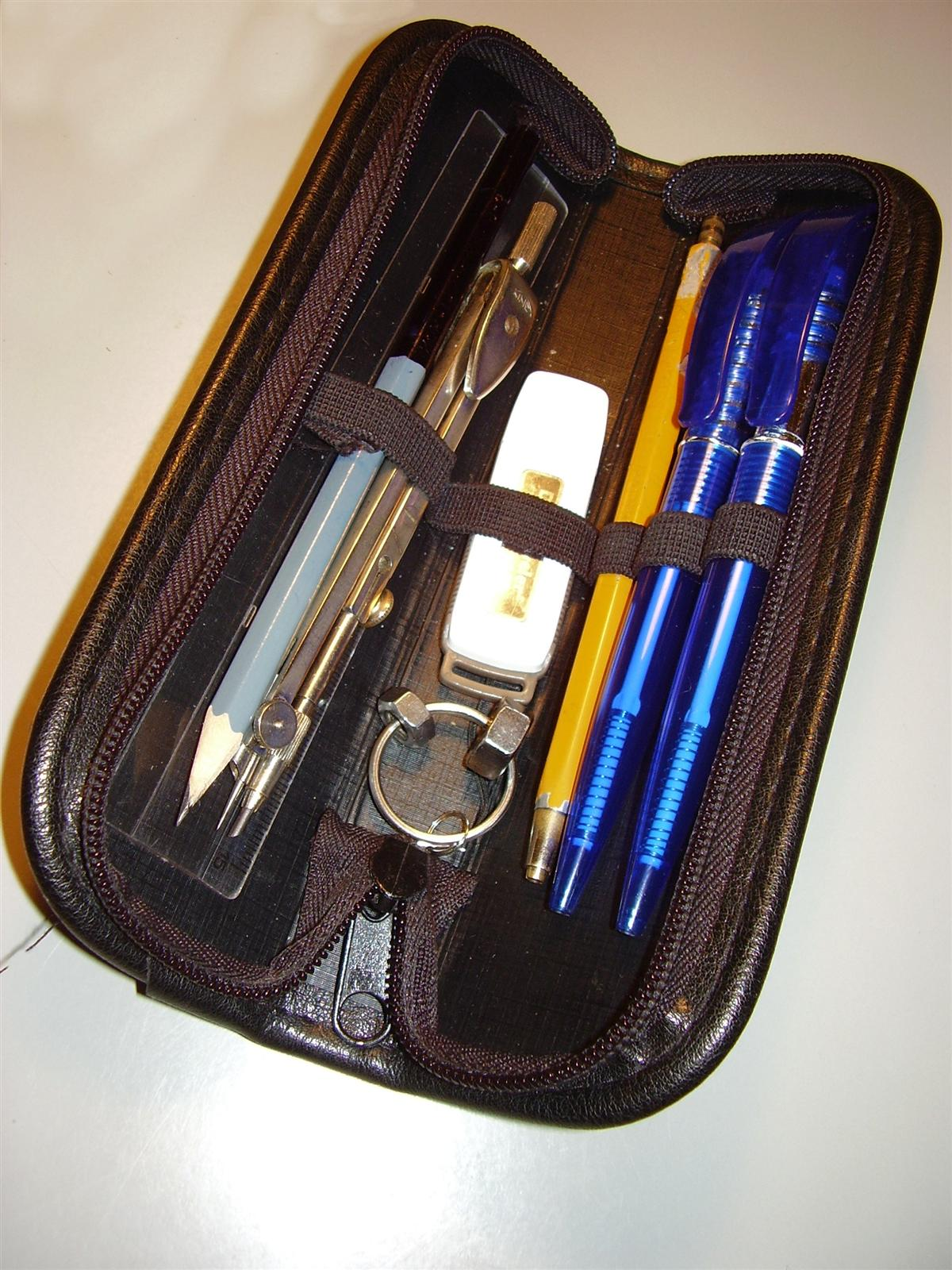
筆盒

筆盒，使用布料的又稱作筆袋，是用來裝載以筆類為主的文具的一種盒子或袋，是需要拿大量文具的學生經常使用的文具。除了筆之外，筆盒也可以盛載其他文具，例如：削鉛筆機、橡皮擦、各類原子筆、計算機、螢光筆、旋轉蠟筆、修正帶、修正液、直尺、圓規、標籤紙、便條紙、奇異筆、筆芯、隨身碟、美工刀等等。鉛筆盒也可以當作裝飾品，作為美化空間的物品。鉛筆盒的種類有很多種，大部分由拉鍊闔起來。另外，在重要的考試時，有些考場會規定只能使用透明的鉛筆盒或筆袋。

## 類型
依據開口方式可分為拉鏈型、盒蓋型、滾筒型等，以形狀來區分的話有直筒型、方盒型、圓柱型、三角柱型、特殊造型等。

常見的材質有塑膠、木頭、金屬（例如：鐵）、布料（例如：帆布）、皮革等。